# Валекалда (Ђенова)
Валекалда је насеље у Италији у округу Ђенова, региону Лигурија.
Према процени из 2011. у насељу је живело 82 становника. Насеље се налази на надморској висини од 496 м.